# Barsaglina
Barsaglina ist eine Rotweinsorte, die in der italienischen Region Toskana kultiviert wird. Sie wird im Allgemeinen nicht reinsortig ausgebaut, sondern als Verschnittpartner verwendet und findet Eingang in den DOC Wein Colli di Luni.  Ihr Anbau ist in der Provinz Massa-Carrara empfohlen. Zu Anfang der 1990er Jahre lag die bestockte Rebfläche bei geringen 45 Hektar.
Die Weine verfügen über eine kräftig rubinrote Farbe und einen hohen Alkoholgehalt. Ihnen fehlt jedoch ein strukturierendes Säuregerüst.

## Synonyme
Barsaglina ist auch unter den Synonymen Barsullina, Bersaglina, Massareta und Massaretta bekannt.

## Ampelographische Sortenmerkmale
In der Ampelographie wird der Habitus folgendermaßen beschrieben:
- Die Triebspitze ist offen. Sie ist spinnwebig bis weißwollig behaart, mit einem leichten karminroten Anflug. Die hellgrünen Jungblätter sind ebenfalls weißwollig behaart.
- Die mittelgroßen, fünfeckigen und tiefgrünen Blätter sind drei- bis fünflappig und tief gebuchtet. Die Stielbucht ist U-förmig offen. Das Blatt ist stumpf gezahnt. Die Zähne sind im Vergleich zu anderen Sorten mittelgroß.
- Die konusförmige Traube ist mittelgroß, recht dichtbeerig und geschultert. Die rundlichen Beeren sind klein bis mittelgroß und von violett-schwarzer Farbe.

Die Rebsorte reift ca. 25 Tage nach dem Gutedel und gilt somit als mittel-spät reifend. Die wuchskräftige Sorte ist empfindlich gegen die Pilzkrankheit Echter Mehltau. 